# Boßler
De familie Boßler [ˈbɔslɐ] (ook wel geschreven als Bossler) is een Duitse familie van handelaren en zeelieden, ondernemers uit de sector van het reizigers- en vrachtvervoer met scheepvaart op de rivieren de Neckar en de Rijn. Ze komt uit Neckarsteinach. De totale familie is verdeeld in twee lijnen, een oudere en een jongere.
De oudere lijn vervoerde goederen per schip op de Rijn en zijn zijrivieren, terwijl de jongere lijn van de familie een rederij met passagiersvaart exploiteerde, met hoofdkantoor in Bad Friedrichshall, evenals twee rederijen in Neckarsteinach en Heidelberg. Een tak van de jongere familie heeft vandaag de dag nog steeds belangen in de scheepvaart maatschappij Weiße Flotte.

## Geschiedenis en oorsprong
De stamreeks begint vanaf de 17e eeuw met Martin Boßler (1616-1694) afkomstig uit Groß-Bieberau. Zijn nakomelingschap was bosbouwkundig ambtenaar bij de Landgraaf van Hessen-Darmstadt.
De stamvader, alsmede het eerste lid van de familie Boßler in Neckarsteinach, zakenman en landeigenaar Johannes I. Boßler (1796-1834) vestigde zich daar in 1822. Hij legde zo de basis voor de scheepvaarttraditie voor zijn nakomelingen. Zijn zoon, Johannes II. Boßler (1823-1906) trouwde met schippersdochter Catharina Barbara Heilmann (1823-1899). De twee uit dit huwelijk geboren zonen van Johannes II. Boßler, Johann Christoph (1848-1933) en Jakob Friedrich I. (1851-1927) zijn de oprichters van de twee nog bestaande grote lijnen van de familie uit het Neckardal.

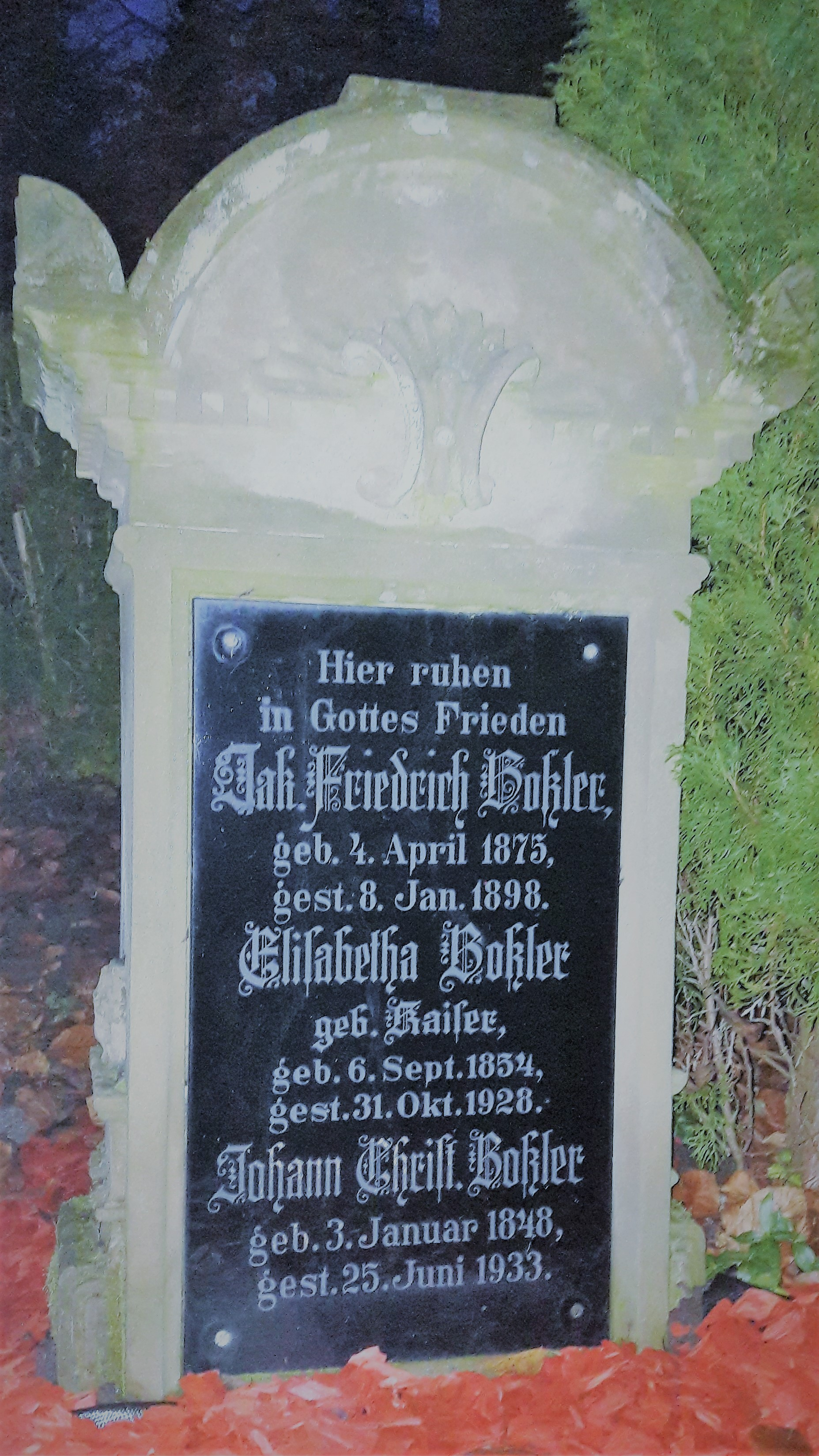
het graf van Johann Christoph Boßler zijn vrouw en zijn zoon Jakob Friedrich II. Boßler

### De oudere lijn van de familie Boßler
Schipper Johann Christoph Boßler was de grondlegger van de oudere lijn van de Familie Boßler. Die staat in de traditie van de vrachtscheepvaart. Johann Christoph trouwde in tegenstelling tot zijn broer Jakob Friedrich I. niet in een scheepvaartfamilie van ondernemers. Zijn zoon, Ludwig Friedrich Boßler, (1876-1946), de latere rentmeester in Neckarsteinach, verbond zich door zijn huwelijk met Hermine Elisabeth Egner (1878-1943) met de magistraten - en steengroeve-eigenaars-familie Egner van Neckarhausen. Een van de resulterende takken van de familie heeft nog steeds een landelijk werkend logistiek bedrijf in geheel Duitsland.

### De jongere lijn van de familie Boßler

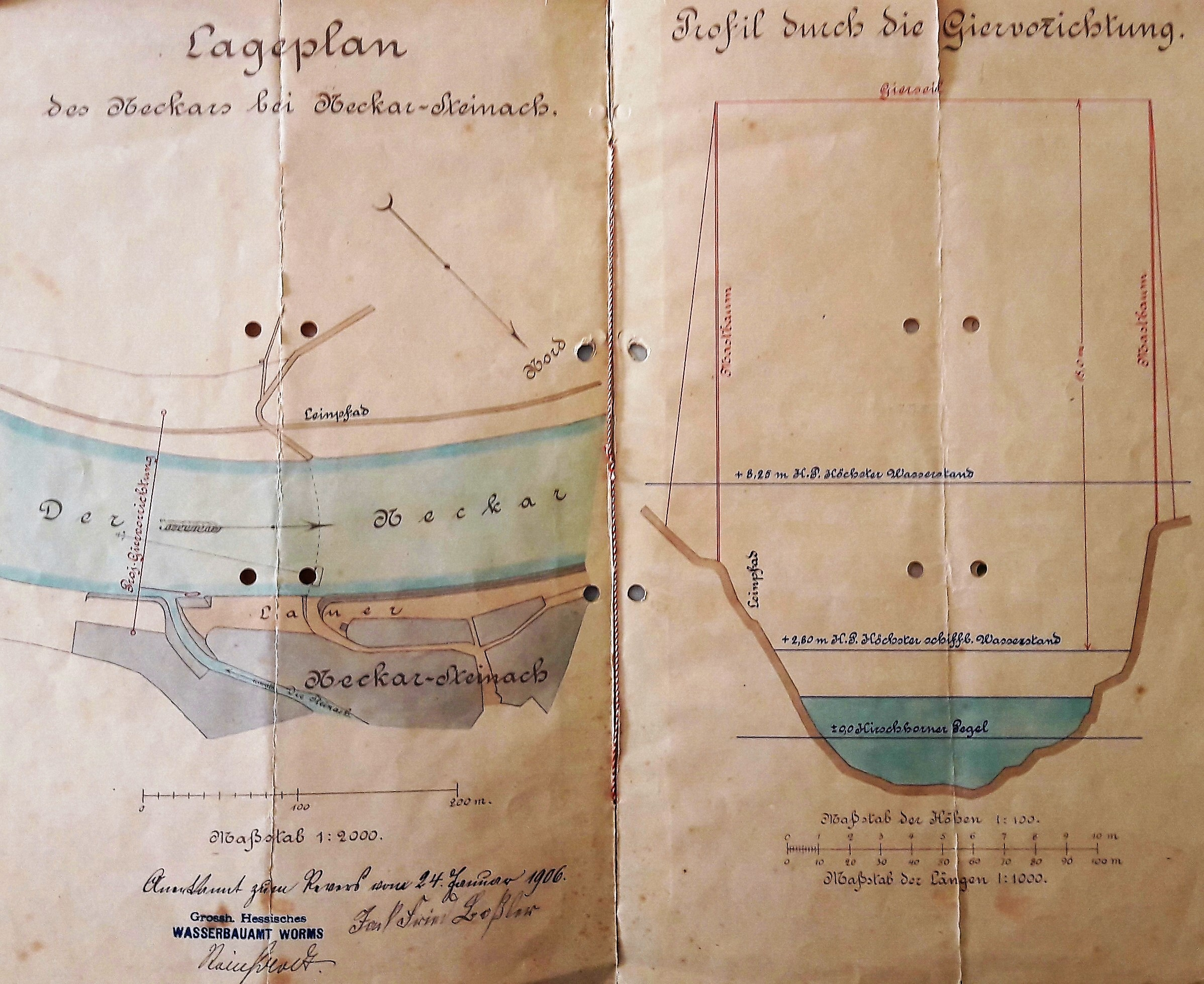
Plan voor de aanleg van de Veerboot tussen de deelstaten Hessen en Baden, de in 1906 werd uitgevoerd door Jakob Friedrich I. Boßler.

Jakob Friedrich I. Boßler werd als veerman op de rivier de Neckar de eerste Boßler uit de jongere lijn die met passagiers voer. Hij had van het groothertogdom Hessen door het Ministerie van Financiën in Darmstadt en de groothertog van Hessen-water-Afdeling in Worms, alsmede van het groothertogdom Baden door de groothertog van Baden, het Ministerie van binnenlandse zaken in Karlsruhe en de groothertog van Baden, het stadsdeelkantoor in Heidelberg, het recht gekregen de veerdienst tussen de landen van Hessen en Baden uit te voeren. Door zijn huwelijk met Sibylla Luise Götz (1854-1885), een dochter van de herbergier en ondernemer Johann Friedrich II. Götz (1820-1892), die in de vrachtvaart met stenen voer, en tante van de twee reders Ludwig (1887-1955) en Jakob Götz (1890-1977), ontstond de familierelatie van de jongere lijn van de familie Boßler met de familie van de reders Götz. Deze vorm van verstandshuwelijk komt in nagenoeg alle takken van de jongere lijn voor.

## Passagiersvaart

Vlag van het scheepvaartondernemingen Gebr. Bossler in Neckarsteinach en Bossler oHG in Heidelberg.

In 1926 richtten de twee broers en zonen van de veerondernemer Jakob Friedrich I. Boßler, Andreas Boßler, (1884-1961), evenals Georg Boßler, (1881-1946), de Passagiersvaart Gebr. Bossler GbR op. De gebroeders Georg en Andreas Boßler zijn hiermede pioniers van de passagiersvaart op de Neckar. In 1967 werd de rederij Hermann Götz in Heidelberg met het passagiersschip Heimat overgenomen. Overname resulteerde in de Heidelberger Fahrgastschiffahrt Bossler oHG. Nadat de stad Heidelberg de plaatselijke sluizen in de jaren 1970 vrijgegeven had, werd een losse samenwerking afgesproken. De balans na één jaar toonde dat het economisch rendement op een constant niveau bleef, maar de operationele kosten van de individuele bedrijven was gedaald. Op basis daarvan werd de Rhein-Neckar-Fahrgastschifffahrt opgericht. 
De Bossler–scheepvaartondernemingen fuseerden in 1972 met vergelijkbare ondernemingen, één uit Neckarsteinach en drie uit Heidelberg afkomstige ondernemingen tot de Rhein-Neckar-Fahrgastschifffahrt GmbH. Deze samenwerking verminderde de concurrentiedruk en liet alle bedrijven samenwerken. Met het symbool RNF, dat het bedrijf introduceerde, werd een merk, als een tegenhanger van de rederij KD Rheinschifffahrt op de rivier de Neckar geïntroduceerd.
Passagiersvaart Bossler introduceerde vier schepen, met inbegrip van haar vlaggenschip Vaterland. Met een capaciteit van 500 personen was dit een pionier en toentertijd uniek. Pas in 1969 werd een passagiersschip voor de Neckar ontworpen en toegelaten dat 100 personen meer kon vervoeren. Personenschiffahrt Gebr. Bossler was in Neckarsteinach gevestigd, Fahrgastschiffahrt Bossler oHG zat in Heidelberg. Binnen de RNF waren de Bossler–schepen aan drie blauwe strepen te herkennen.
In 2013 de Bossler oHG en een ander scheepvaartonderneming zijn gefuseerd onder de naam Weißen Flotte Heidelberg. De eigenaren van de passagiersschepen, Alt-Heidelberg IV, en Germania werden rechtstreeks aandeelhouder van Weißen Flotte GmbH & Co. Daarmee is vandaag de dag een tak van de familie van de jongere lijn betrokken bij het belangrijkste passagiersvaart bedrijf in het Zuiden van Duitsland.
Een andere afstammeling van de jongere tak van de familie, Herbert Rudolf Bossler, werkzaam bij Personenschiffahrt Gebr. Bossler, vestigde zich in 1948 in de omgeving van Bad Wimpfen en begon daar zijn eigen scheepvaart onderneming. Dit kan als uitbreiding van de familie en tak van de Personenschiffahrt Gebr. Bossler worden beschouwd.
Hij kocht in 1954 de Seeadler en liet het schip in 1956 in Neckarsteinach door scheepswerf Ebert & Söhne ombouwen. De nieuwe naam van het schip was Regia Wimpina, wat Koninklijk Wimpfen betekende. Herbert Rudolf Bossler (1907-1999) was de eerste die de stroom van toeristen van het Kuuroord Bad Wimpfen naar de Neckar leidde en in de omgeving van Heilbronn verdeelde. Ook zijn tweede passagiersschip, Glück Auf, werd in 1960 bij Ebert & Söhne in Neckarsteinach verlengd en verbreed. De naam van het schip was gekozen in het licht van de lokale zoutmijn in Bad Friedrichshall en slaat op de mijnwerkersgroet.
In 1986 werd het bedrijf van Herbert Bossler verkocht aan zijn familie, de eigenaren van de passagiersvaart Stumpf GmbH & Co. KG, Heilbronn.

## Vrachtvaart
De Hedwig Bossler I en Hedwig Bossler II, gebouwd bij Schulte & Bruns in Emden, en de vrachtschepen Jean Bossler I, Jean Bossler II en Jean Bossler III; alsmede het motortankschip Jean Bossler II zijn in Neckarsteinach op de scheepswerf Ebert & Söhne gebouwd, evenals het containerschip Jean Bossler III. Deze schepen waren van de oudere lijn van de familie Boßler. De Jean Bossler II werd verkocht aan Reederei Schwaben GmbH en vaart nu onder de naam Wunnenstein. De Jean Bossler III voer onder andere bulkgoed voor de rederij Lehnkering. De eigenaar van de Jean Bossler I, II en III, Werner Ludwig Boßler (1931-2018), had al in de jaren 1970 boegschroeven laten inbouwen. Dat was toen nog niet zo gebruikelijk. Hij was ook partner in het motortankschip Mi-Ra. Dat was met 3200 ton 1991 de grootste binnenschip van Duitsland. In 1994 werd de Jean Bossler III naar Nederland verkocht en kwam ze in 1998 als Excelsior bij rederij Ludwig en Jakob Götz KG. Onder de vlag van die rederij werd het schip op 25 maart 2007 bekend door een ongeval op de Rijn, waarbij het een aantal containers verloor en de Rijn gestremd werd. Momenteel is Transport GmbH in Neckarsteinach van deze tak van de familie Boßler.
Het motorvrachtschip Andreas Bossler werd gebouwd in 1964 in Mainz-Gustavsburg voor twee zusters, Lina Heilmann (1926-2008) en Johanna „Hanna“ Krieger (1920-2010). Beide zusters zijn afstammelingen uit de jongere lijn van de familie Boßler. Johanna Boßler trouwde in de redersfamilie Krieger. Daardoor voer de Andreas Bossler onder de rederijvlag van de Krieger GmbH & Co. Het schip is qua bouw een zusterschip van de Hanna Krieger I, uit de vloot van Krieger. De bouw van de Andreas Bossler was een eerbetoon aan de vader van de twee zusters, reder Andreas Boßler, (1884-1961), die het bedrijf Personenschiffahrt Gebr. Bossler mede oprichtte en de weg vrijmaakte voor de Fahrgastschiffahrt Bossler oHG.

## Passagiersschepen van de familie Boßler[15]
| Afbeelding | Naam                   | Eigenaar                                                                       | Jaar                | Prestaties van de motor | Aantal passagiers                               | Werf                                                                     | Opmerkingen |
| ---------- | ---------------------- | ------------------------------------------------------------------------------ | ------------------- | ----------------------- | ----------------------------------------------- | ------------------------------------------------------------------------ | --- |
|            | Veer                   | Jakob Friedrich I. Boßler                                                      | 1906                | –                       | ?                                               | –                                                                        | Vervolgens is het eigendom van Christian Boßler. Later in dienst van Ludwig Oestreicher. |
|            | Viktor von Scheffel    | Andreas Boßler/later Personenschiffahrt Gebr. Bossler                          | 1921                | 45 PS                   | 75 passagiers                                   | Ebert & Söhne, Neckarsteinach                                            | Tot 1959 voor de rederij Personenschiffahrt Gebr. Bossler in het drijven. Later bleef in Eberbach met een ander bedrijf. |
|            | Liselotte              | Personenschiffahrt Gebr. Bossler                                               | 1925                | 45 PS                   | 60 passagiers                                   | Heidelberg-Neuenheim                                                     | Voorheen eigendom van Personenschiffahrt Gebr. Fischer & Zahnleitner. Na het faillissement van dit bedrijf in de jaren 1930 door Andreas Boßler voor de Personenschiffahrt Gebr. Bossler. Zonk als gevolg van de gevolgen van de oorlog en werd verkocht na de berging.                                 |
|            | Einigkeit              | Personenschiffahrt Gebr. Bossler                                               | 1926                | 30 PS                   | 40 passagiers                                   | Heidelberg-Neuenheim                                                     | Voorheen eigendom van Personenschiffahrt Gebr. Fischer & Zahnleitner. Na het faillissement van dit bedrijf in de jaren 1930 door Andreas Boßler voor de Personenschiffahrt Gebr. Bossler. Bleef in het US Army.                                                                                         |
|            | Karl Theodor           | Personenschiffahrt Gebr. Bossler                                               | 1926                | 60 PS                   | 80 passagiers                                   | Heidelberg-Neuenheim                                                     | Voorheen eigendom van Personenschiffahrt Gebr. Fischer & Zahnleitner. Na het faillissement van dit bedrijf in de jaren 1930 door Andreas Boßler voor de Personenschiffahrt Gebr. Bossler. Na de Tweede Wereldoorlog verkocht aan Speyer.                                                                |
|            | Heimat                 | Heidelberger Fahrgastschiffahrt Bossler oHG                                    | 1926                | 180 PS                  | 235 passagiers/180 passagiers als een stoomboot | Union Gießerei, Königsberg                                               | 1959 was de omschakeling naar het motorschip. Eerder gebruikt als een stoomboot op de Oostzee. Vanaf 1968 in dienst van Heidelberger Fahrgastschiffahrt Bossler oHG. Verkocht aan de Yacht Club Kurpfalz in Mannheim in 1969.                                                                           |
|            | Bligger von Steinach   | Personenschiffahrt Gebr. Bossler                                               | 1927                | 66 PS                   | 180 passagiers                                  | Ebert & Söhne, Neckarsteinach                                            | Vanaf 1963 in dienst van het passagiersvaart Oestreicher. |
|            | Alt-Heidelberg I       | Personenschiffahrt Gebr. Bossler                                               | 1928                | 90 PS                   | 300 passagiers                                  | Ebert & Söhne, Neckarsteinach                                            | 1952 verkocht aan de rederij Georg Heil & Co. naar Balduinstein. De verdere verblijf van het passagiersschip is onbekend. |
|            | Glück Auf              | Personenschiffahrt Herbert Bossler                                             | 1928/omgebouwd 1960 | 116 PS                  | 300 passagiers                                  | Hilgers, Rheinbrohl/herbouwd bij Ebert & Söhne, Neckarsteinach           | Eerder als Stella Maris in dienst van een ander bedrijf. Werd in 1948 overgenomen door Herbert Rudolf Bossler. In 1986 kwam het bedrijf Personenschifffahrt Stumpf GmbH & Co. KG naar Heilbronn. 1994 aan Kehler en Greffern verkocht en omgedoopt in Rheinmünster.                                     |
|            | Von Hindenburg         | Personenschiffahrt Gebr. Bossler                                               | 1928/bewerkt 1964   | 180 PS                  | 350 passagiers                                  | Schmitting-Werft, Beul/voorbereid op Schmidt, Oberwinter                 | Voorheen eigendom van Personenschiffahrt Gebr. Fischer & Zahnleitner. Na het faillissement van deze onderneming door Andreas Boßler voor de Personenschiffahrt Gebr. Bossler gekocht. 1964 als Stad Cochem in Koblenz bleef.                                                                            |
|            | Alt-Heidelberg II      | Personenschiffahrt Gebr. Bossler                                               | 1929                | 90 PS                   | 150 passagiers                                  |                                                                          | Was sinds 1952 in dienst van Gebr. Bossler-Personenschiffahrt. Eerder als Lahntreue in de onderneming Georg Heil & Co. in dienst. |
|            | Seeadler/Regia Wimpina | Personenschiffahrt Herbert Bossler                                             | 1929/omgebouwd 1965 | 250 PS                  | 200 passagiers/365 passagiers                   | Clausen/herbouwd om Ebert & Söhne, Neckarsteinach                        | Gebouwd in 1929 voor het bedrijf Münz & Söhne in Rolandswerth. Gekocht in 1954 door Herbert Rudolf Bossler. In 1986 kwam het bedrijf Personenschifffahrt Stumpf GmbH & Co. KG naar Heilbronn. 1997 verkocht als Kurpfalz aan passagiersschepen Göttert & Schneider GbR aan Mannheim.                    |
|            | Alt-Heidelberg III     | Personenschiffahrt Gebr. Bossler                                               | 1948                | 58 PS                   | 110 passagiers                                  | Schmidt, Oberkassel                                                      | Tot 1962 als Martha voor het familie Maier in Niederdollendorf op plicht. Tot 1968 als Alt-Heidelberg III in dienst van Personenschiffahrt Gebr. Bossler. Van 1969 tot 1973 in dienst van passagiersvaart A. Kappes in Eberbach.                                                                        |
|            | Helene                 | Personenschiffahrt Herbert Bossler                                             |                     | 75 PS                   | 50 passagiers                                   |                                                                          | Verkocht in 1965. |
|            | Gebrüder Bossler       | Personenschiffahrt Gebr. Bossler & Heidelberger Fahrgastschiffahrt Bossler oHG | 1957                | 120 PS                  | 300 passagiers                                  | Schmidt, Oberkassel                                                      | Gebouwd in 1957 als Stuttgart voor passagiersvervoer Berta Epple in Stuttgart. Van 1960 tot 1975 in dienst van de Bossler-passagiersvaart en de RNF. 1994 als Walküre in de passagiersvaart W. Wichmann bleef in Plau am See. 2008 als Santa Barbara bij de rederij Zwenkau GmbH aan het Zwenkauer See. |
|            | Germania               | Personenschiffahrt Gebr. Bossler & Heidelberger Fahrgastschiffahrt Bossler oHG | 1958                | 200 PS                  | 300 passagiers                                  | Schmidt, Oberkassel                                                      | Van 1958 tot 2018 in dienst van de Bossler-passagiersvaart, de RNF en de Weiße Flotte Heidelberg. |
|            | Vaterland              | Personenschiffahrt Gebr. Bossler & Heidelberger Fahrgastschiffahrt Bossler oHG | 1961                | 230 PS                  | 500 passagiers                                  | Schmidt, Oberkassel                                                      | Was vanaf 1977 voor het bedrijf Hunter in Königswinter als Drachenfels in dienst bekend. 1987 als Wappen van Bernkastel in het passagiersschip Gebr. Kolb bleef. |
|            | Alt-Heidelberg IV      | Personenschiffahrt Gebr. Bossler & Heidelberger Fahrgastschiffahrt Bossler oHG | 1968/omgebouwd 1979 | 230 PS                  | 300 passagiers/500 passagiers                   | Ebert & Söhne, Neckarsteinach/umgebaut bei Ebert & Söhne, Neckarsteinach | Van 1958 tot 2018 in dienst van de Bossler-passagiersvaart, de RNF en de Weiße Flotte Heidelberg. Vervangen door de Alt-Heidelberg V |

## Vrachtschepen van de familie Boßler[16]
| Afbeelding | Naam              | Eigenaar                                                         | Jaar                                | Prestaties van de motor | Tonnage | Werf                                                                             | Opmerkingen |
| ---------- | ----------------- | ---------------------------------------------------------------- | ----------------------------------- | ----------------------- | ------- | -------------------------------------------------------------------------------- | --- |
|            | Catharina         | Johann Christoph Boßler                                          | 1884                                | –                       | 70,5 t  | –                                                                                | Het houten zeilschip had een open dek, een diepgang van één meter in geladen toestand en werd gebruikt op de rivieren Neckar, Rijn en Main.                                           |
|            | Elisabeth         | Johann Christoph Boßler                                          | 1890                                | –                       | 110 t   | –                                                                                | Het houten zeilschip had een open dek, een diepgang van één meter bij belading en werd gebruikt op de route van Eberbach naar Mainz.                                                  |
|            | Hartmut           | Jakob Friedrich III. Boßler                                      | 1888                                | ?                       | –       | ?                                                                                | Van 1953 tot 1967 als Sleepboten in dienst van de Württembergischen Portland-Zement-Werk Lauffen am Neckar.                                                                           |
|            | Friedrich         | Herbert Rudolf Bossler                                           | 1939                                | 250 PS                  | –       | Ebert & Söhne, Neckarsteinach                                                    | Als Sleepboten Gross Deutschland eerder in dienst van Karl Bossler in Neckarsteinach. Vanaf 1955 als Franz Haniel XI in dienst van rederij Haniel.                                    |
|            | Elisabeth         | Johann Friedrich Boßler                                          | ?                                   | 320 PS                  | 403 t   | ?                                                                                | Transporterte de eerst lading kolen na de Tweede Wereldoorlog op de Neckar. |
|            | Klaus             | Werner Ludwig Boßler                                             | 1953                                | 500 PS                  | 1056 t  | Gebr. Kiehn, Hamburg                                                             | Verworven in 1963 door Werner Ludwig Bossler. 1977 als Sylvia bij het bedrijf Hammersdorf in Neckarsteinach bleef.                                                                    |
|            | Hedwig Bossler I  | Jakob Friedrich III. Boßler                                      | 1955                                | 560 PS                  | 811 t   | Büsching & Rosemeyer, Uffeln-Vlotho                                              | 1964 als Gebro 2 bij het bedrijf Gebr. Vermeulen in Rotterdam bleef. |
|            | Jean Bossler I    | Johann Friedrich Boßler & Werner Ludwig Boßler                   | 1956                                | 550 PS                  | 750 t   | Oberweser, Bodenwerder                                                           | Bleef als Christiaan bij het ander bedrijf in Rotterdam. |
|            | A.& K. Bossler    | Andreas & Karl Boßler                                            | 1956                                | 450 PS                  | 683 t   | Josef Braun GmbH & Co. KG, Speyer                                                | In 1957 werd het overgebracht naar Karl Boßler en omgedoopt tot Manfred. Later in Particulate in Beverungen bleef. Sinds 1987 als Tortola in dienst van een ander bedrijf in Bautzen. |
|            | Sunisha           | C. Boßler                                                        | 1962                                | 1200 PS                 | 1637 t  | 1962 De Rupel, Boom / 2006/07 nieuw schip voor en achter op Jooren BV, Werkendam | Van 2015 tot 2017 voor het bedrijf Bossler Transport GmbH in beweging. Eerder voor een ander bedrijf in Dordrecht op plicht.                                                          |
|            | Andreas Bossler   | Schifffahrtsgesellschaft Lina Heilmann & Johanna Krieger         | 1964                                | 800 PS                  | 1408 t  | Gebouwd op de scheepswerf in Mainz-Gustavsburg                                   | Sinds 2004 als Jolanda onder de vlag van de Mainschifffahrts-Genossenschaft e. G. in Würzburg.                                                                                        |
|            | Hedwig Bossler II | Jakob Friedrich III. Boßler                                      | 1964/verlengd in 1973 tot 85 meter  | 1000 PS                 | 1371 t  | Schulte & Bruns, Emden/uitgebreid om Schulte & Bruns, Emden                      | Sinds 2008 als Planet Tor in dienst van een ander bedrijf. |
|            | Jean Bossler II   | Werner Ludwig Boßler                                             | 1969/verlengd in 1979 tot 105 meter | 1200 PS                 | 1901 t  | Ebert & Söhne, Neckarsteinach/verlengd bij Ebert & Söhne, Neckarsteinach         | Als Wunnenstein vandaag in dienst van rederij Schwaben GmbH. |
|            | Murgtal           | C. Boßler                                                        | 1971                                | 620 PS                  | 1567 t  | Ruhrorter scheepswerf, Duisburg                                                  | Sinds 2001 voor het bedrijf Bossler Transport GmbH in dienst. Eerder als Trebur in dienst van een ander bedrijf.                                                                      |
|            | Jean Bossler III  | Werner Ludwig Boßler                                             | 1987                                | 1600 PS                 | 2878 t  | Ebert & Söhne, Neckarsteinach                                                    | Sinds 1998 als Excelsior in dienst van de rederij Ludwig en Jakob Götz. |
|            | Triga             | Quadriga Heidenstecker Tankschiffahrt KG en Werner Ludwig Boßler | 1991                                | 1600 PS                 | 3200 t  | Neue Oderwerft, Eisenhüttenstadt                                                 | Sinds 1998 als Giessenstroom in dienst van verder ondernemingen in Nederlands. |

## Opmerkingen

### Familienaam
De tak van Herbert Rudolf Bossler uit de jongere lijn van de familie liet zijn naam formeel aanpassen van Boßler naar Bossler. Alle andere leden van de familie bleven de naam als Boßler spellen.

### Relaties
De nakomelingen van de veerman Jakob Friedrich I. Boßler zijn met reders en bouwmateriaalondernemers families Waibel van Gernsheim, Fretter van Erfelden, de familie Götz, de families Heilmann en de familie Oestreicher van Neckarsteinach en Krieger uit Neckarhausen, die een bijzonder lange traditie op het gebied van het jagen van schepen hebben, rechtstreeks of indirect verwant. Ook de familie Stumpf uit Heilbronn heeft verwantschap met de jongere lijn van de familie Boßler. Daarnaast is er een tak van de jongere lijn van de familie aangetrouwd met de familie Krieger van Neckarsteinach.
Een dochter van de familie Boßler trouwde in de 18e eeuw met een oom van de beroemde chemicus Justus von Liebig.